# Francis Island
Francis Island (englisch, in Argentinien Isla Francis, in Chile Isla Françis) ist eine unregelmäßig geformte, 11 km lange und 8 km breite Insel vor der Bowman-Küste des Grahamlands auf der Antarktischen Halbinsel. Sie liegt 19 km ostnordöstlich des Choyce Point und überragt das sie umgebende Larsen-Schelfeis um 707 m.
Wissenschaftler der United States Antarctic Service Expedition (1939–1941) entdeckten und fotografierten sie 1940 aus der Luft. Der Falkland Islands Dependencies Survey (FIDS), der sie auch benannte, kartierte die Insel 1947. Namensgeber ist Samuel John Francis (1915–1983), Geodät des FIDS.